# Weidenbaumtaler

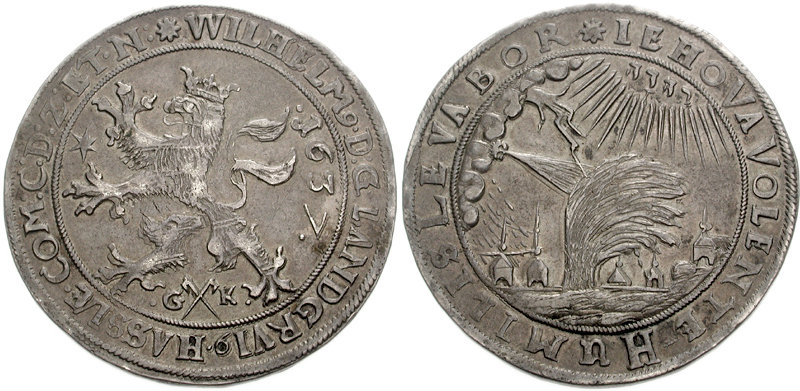
Weidenbaumtaler, Mmz. GK, eine dritte Variante des Jahres 1637 (vgl. mit 1637 GK und 1637 LH)

Weidenbaumtaler ist die Bezeichnung für einen in zahlreichen Varianten von 1627 bis 1639 geprägten Taler der Landgrafen Wilhelm V. (1627–1637) und Wilhelm VI. (1637–1663) von Hessen-Kassel, der auf einer Seite eine Weide im Sturm zeigt, die eigentlich eine Palme sein sollte, und auf der anderen das Landeswappen oder nur den hessischen Löwen.

## Geschichtliche Zusammenhänge
Landgraf Wilhelm V. von Hessen-Kassel übernahm von seinem Vater Landgraf Moritz im März 1627, mitten im Dreißigjährigen Krieg, ein verwüstetes und finanziell ruiniertes Land. Dazu kam noch ein eigener Krieg, der Erbstreit mit Hessen-Darmstadt. Der neue Landgraf war zunächst bemüht, die finanzielle Lage des Landes zu verbessern:

„Es ist bereits unter Moritz bemerkt, bis zu welcher traurigen Höhe die Zerrüttung des Münzwesens gestiegen [ist] […], das in Hessen die Münzen durch Münzpächter geschlagen und von schlechtesten Gehalte geliefert wurden. […] Wilhelm war bemüht, sein Land wieder aufzurichten und ließ alsbald nach seiner Thronbesteigung solche ungeheure Massen von reichsmässigen Münzen […] schlagen. Er wollte das bis ins Lebensmark seines Landes gedrungene Uebel mit einem Male […] heilen, dem unerhörten Mangel an gutem Gelde so schnell als möglich abzuhelfen suchen und liess […] einfache und doppelte Thaler in beispielloser Menge schlagen […] [Auch] die fortlaufend unvermeidlichen Kriegskosten [machten] ungewöhnliche Summen baaren Geldes nöthig.“

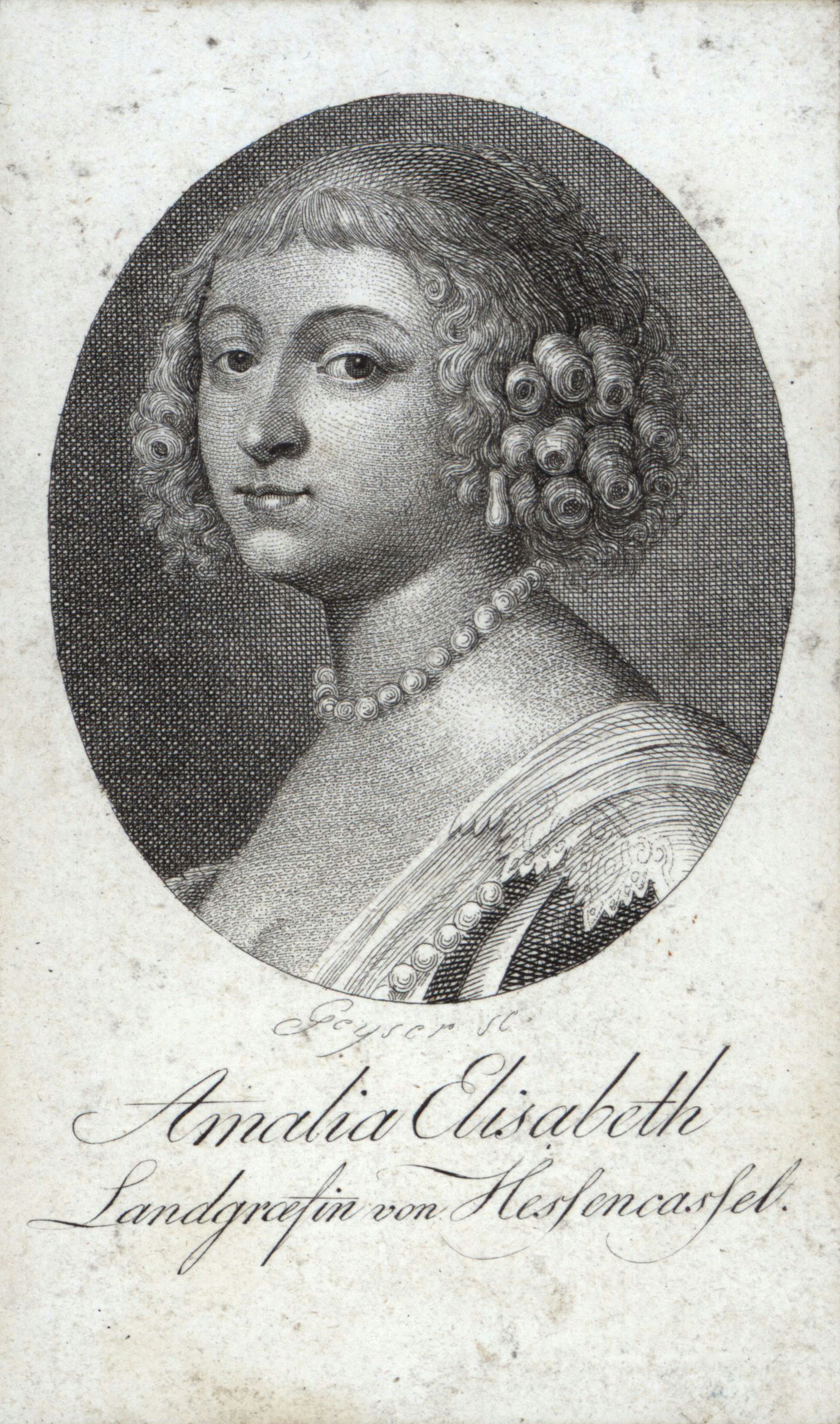
Amalie Elisabeth von Hanau-Münzenberg, „die am meisten bewunderte Frau ihrer Zeit“ (Porträt als junge Frau von C. G. Geyser)

Landgraf Wilhelms Entsetzung Hanaus sowie sein schwedisch-französisches Bündnis hatte zur Folge, dass Kaiser Ferdinand II. ihn am 19. August 1636 als Reichsfeind ächtete und Georg II. von Hessen-Darmstadt zum Administrator seines Landes berief. Der Einmarsch der gefürchteten kaiserlichen Kroatenregimenter im Jahr 1637 in Hessen sollte das Festhalten Wilhelms an diesem Bündnis bestrafen. Die verheerende Strafaktion des kaiserlichen Heeres in Hessen-Kassel, die furchtbaren Kriegsgräuel und die Verwüstung des Landes blieben der Bevölkerung als „Kroatenjahr“ in der Erinnerung haften.
Das Münzbild des Weidenbaumtalers ist nicht nur die Symbolik für die Beständigkeit Wilhelms V., der trotz aller Kriegsangriffe und Verfolgungen der protestantischen Lehre und seinen Grundsätzen treu blieb, sondern kann auch für den großen verheerenden Krieg als Symbol gelten.
Wilhelm V. floh mit seiner Armee nach Ostfriesland, wo er am 1. Oktober 1637 im Alter von 35 Jahren im Feldlager in Leer starb. Seine Witwe Amalie Elisabeth von Hanau-Münzenberg übernahm über ein zerstrittenes verwüstetes Land die Regentschaft für ihren minderjährigen Sohn. Die Weidenbaumtaler ließ sie so, wie ihr verstorbener Gatte sie prägen ließ, bis 1639 weiterhin prägen. Im Jahr 1650 konnte ihr Sohn Wilhelm VI. die Regentschaft übernehmen und das Land regieren. Sie hatte erreicht, dass die Landgrafschaft Hessen-Kassel bei der Übernahme durch ihren Sohn gesichert und stabil war. Sie war, so Hoffmeister, „die am meisten bewunderte Frau ihrer Zeit“.

## Besonderheiten der Prägungen

### Die zahlreichen Varianten
Besonders zahlreich sind die Unterschiede im Münzbild der Rückseite. Das sind z. B. die Anzahl der Strahlen oder Strahlenbündel des strahlenden Namen Jehovas, die unterschiedlichen Gebäude (auch ohne Gebäude), die Weide im Detail, sowie die Darstellung des Unwetters.
„Die vielen Stempel seiner Thaler“, so Hoffmeister,

„[…] welche man gewiss noch lange nicht vollständig kennt und von denen ich selbst beinahe täglich noch neue entdecke, ruhen […] von der Unvollständigkeit der damaligen Prägewerkzeuge, welche nun unter Wilhelm V. ungewöhnlich laufen mussten, weil unter keinem anderen Fürsten solche Silbermassen in so kurzer Zeit vermünzt wurden. […] Einer (von Schwarzenau) hält z. B. die auffallend vielen Stempelverschiedenheiten der Thaler vom Jahre 1627 [fälschlicherweise] durchweg für Denkgepräge […].“

### Die Münzen der Regierungsperioden im Jahr 1637
Die Weidenbaumtaler Wilhelms VI. wurden unter der Regentschaft seiner Mutter Amalie Elisabeth von Hanau-Münzenberg geprägt, da Wilhelm beim Tod seines Vaters erst acht Jahre alt war. Die Weidenbaumtaler ließ sie noch zwei Jahre über den Tod ihres Mannes hinaus weiter prägen. Unklar ist, welche im Jahr 1637 geschlagenen Münzen noch der Regierungszeit Wilhelms V. zuzuschreiben sind, und welche bereits ihrer Vormundschaft. Hoffmeister erklärt die Problematik so:

„Bei den Münzen, die sie schlagen liess, behielt sie ganz genau das Gepräge ihres Gatten bei, so dass aus dessen Sterbejahr 1637 einige Münzen gewiss schon in die Regierungsperiode Wilhelms VI. gehören, welche man aber bei dem nie zu lösenden Zweifel in der Münzkunde erst mit dem Jahre 1638 beginnen lässt, indem man alle Münzen von 1637 Wilhelm V. zutheilt.“

Die Zeit ihrer Regentschaft, also ihrer Vormundschaft, gehört in den Münzwerken zur Regierungsperiode Wilhelms VI.

### Die Weide, die eine Palme sein sollte
Mit hoher Wahrscheinlichkeit sollte eine Palme als Symbol der Kraft dargestellt werden, wie es auf dem Taler von 1628 wahrscheinlich noch zu erkennen ist, doch die Stempelschneider der späteren Prägungen schnitten das Bild eines Baumes in den Prägestempel, der eher einer elastischen Weide gleicht.
Der Weidenbaum im Gepräge, so Hoffmeister, ist leider zum „feststehenden Sprachgebrauch“ geworden.

„Dass der in den Geprägen vorkommende Baum ein Weidenbaum sei, welcher doch als solcher dafür gar keine Bedeutung haben würde, ist leider durch die meisten Münzwerke ein so allgemein verbreiterter und feststehender Sprachgebrauch geworden, […] dass man ihn nicht mehr gut verdrängen kann; allein es sei zur Genüge gesagt, dass der Palmbaum, welcher von allen Wettern bestürmt und gebeugt, aber im Schutze der Gottheit im Bilde der Sonne unerschüttert und aufgerichtet bleibt, gewiss ein Sinnbild für Wilhelm V., dem Beständigen, sein muss, welcher allen Kriegsstürmen und Verfolgungen zum Trotz […] bis in den Tod [an seiner] Gesinnung festhielt!“

## Münzbeschreibungen
Die Weidenbaumprägungen wurden in Silber vom Achtelreichstaler bis zum Dreifachreichstaler geprägt. In Gold existieren sie vom Gulden bis hin zum äußerst seltenen 10-Dukaten-Stück, ein Goldabschlag von den Stempeln des Weidenbaumdoppeltalers.
Die beschriebenen Stücke sind eine Auswahl der Weidenbaumprägungen.

### Taler von 1628

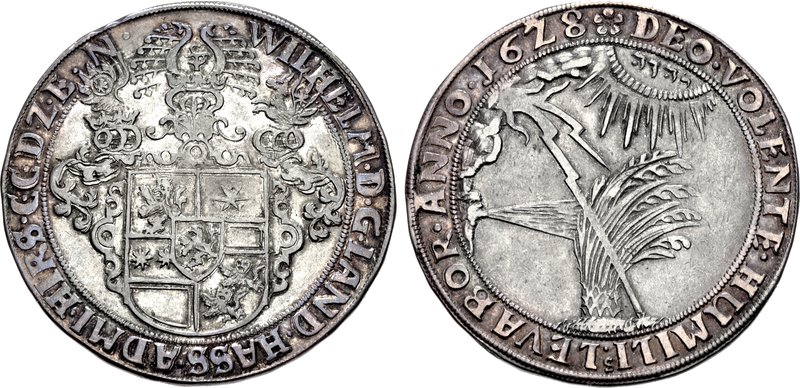
Weidenbaumtaler von 1628, Mmz. TS

Die Münze ist ein Reichstaler des Landgrafen Wilhelm V. von Hessen-Kassel. Der Durchmesser beträgt 44 mm, das Gewicht 28,72 g.

#### Vorderseite
Die Vorderseite zeigt den dreifach behelmten Wappenschild mit sechs Feldern (darunter zwei leere) und den hessischen Löwen als Mittelschild. Der Helm in der Mitte zwischen den Helmen von Katzenelnbogen und Ziegenhain ist der hessische Landgrafenhelm. Zwischen den Hörnern des Helms befinden sich die verschlungenen Buchstaben „TS“, das Münzmeisterzeichen von Terenz Schmidt, dem Münzmeister der Münzstätte Kassel (1621–1634).
- Umschrift: WILHELM(us) ∙ D(ei) ∙ G(ratia) ∙ LAND(gravius) ∙ HASS(iae) ∙ ADMI(nistrator) ∙ HIRS(feldensis) ∙ C(omes) ∙ C(attimeliboci) ∙ D(iziae) ∙ Z(iegenhainae) ∙ E(t) ∙ N(iddae) ∙
  - Übersetzung: Wilhelm von Gottes Gnaden, Landgraf von Hessen, Administrator von Hersfeld, Graf von Katzenelnbogen, Diez, Ziegenhain und Nidda.

#### Rückseite
Das Rückseitenbild zeigt einen von Sturm Regen und Blitzen gebogenen Baum, der wahrscheinlich auf dieser Münze ausnahmsweise eher einer Palme als einer Weide gleicht, die sich unter dem strahlenden Namen Jehovas befindet.
- Umschrift: DEO ∙ VOLENTE ∙ HUMILIS ∙ LEVABOR ∙ ANNO ∙ 1628 (Unterschiede: DEO/UNO/IEHOVA VOLENTE …)
  - Übersetzung: So Gott will, werde ich (aus meiner Niedrigkeit) erhöht werden. Im Jahr 1628.[16] Andere Varianten der Übersetzung haben die gleiche Bedeutung.

Die Umschrift ist die Devise des Landgrafen Wilhelm V. Der Baum, der trotz allen Widrigkeiten nicht fällt, ist die Symbolik dafür.

### Taler von 1632

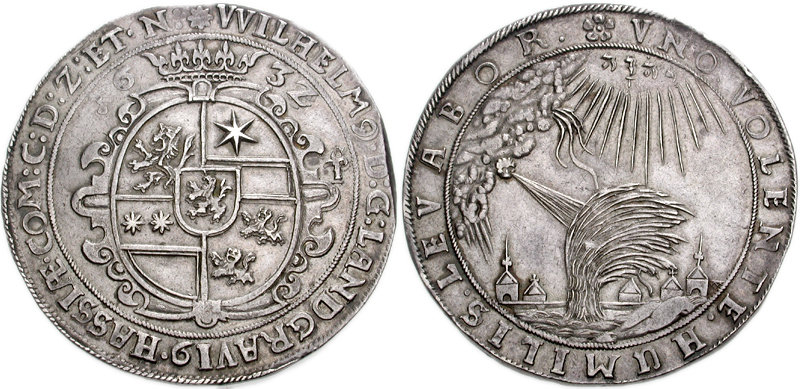
Weidenbaumtaler von 1632, Mmz. TS, mit ungewöhnlicher Bildänderung

Die Münze ist ein Reichstaler des Landgrafen Wilhelm V. von Hessen-Kassel. Der Durchmesser beträgt 44 mm, das Gewicht 29,14 g.

#### Vorderseite
Die Vorderseite zeigt den gekrönten ovalen Wappenschild in ornamentaler Kartusche mit sechs Feldern (darunter zwei leere) und den hessischen Löwen als Mittelschild, sowie die geteilte Jahreszahl 16 – 32. Rechts neben dem Wappenschild befinden sich die verschlungenen Buchstaben „TS“.
- Umschrift: WILHELM(us) ∙ D(ei) : G(ratia) : LANDGRAVI(us) ∙ HASSIÆ ∙ COM(es) : C(attimeliboci) : D(iziae) : Z(iegenhainae) : ET ∙ N(iddae) : (9 steht für us)
  - Übersetzung: Wilhelm von Gottes Gnaden, Landgraf von Hessen, Graf von Katzenelnbogen, Diez, Ziegenhain und Nidda.

#### Rückseite mit verändertem Münzbild
Das Rückseitenbild zeigt einen von Sturm, Regen und Blitzen gebogenen Weidenbaum unter dem strahlenden Namen Jehovas. Im Hintergrund befinden sich Gebäude hinter einer Mauer. Bei genauer Betrachtung ist ein Detail im Münzbild zu sehen, das nicht zum Sinnbild gehört. Das ist eine rechts vorn im Bild liegende unbekleidete Leiche. Bei anderen Talern gleichen Jahrgangs fehlt das ungewöhnliche Detail. Eine Erklärung oder eine weitere Münze wie diese ist nicht zu finden, auch nicht in den antiquarischen Büchern mit zahlreichen Prägevarianten. Vielleicht wollte der Stempelschneider die Gräuel des Krieges so selbst zum Ausdruck bringen.
Das Eingravieren eines Details in den Stempel, welches nicht hinein gehört, kann auf Grund von besonderen Umständen, erklärbar sein:

„Daß die verschiedenen Stempel der selben Münze aus dem selben Jahre Abweichungen enthalten, ist höchstwahrscheinlich nur ein eigenwilliges Werk der Stempelschneider […], ohne daß die Regierung eine besondere Notiz davon genommen haben wird […].“

Im Prägejahr dieses besonderen Talers gab es zwei gravierende Ereignisse. Im Jahr 1632 fiel Gustav II. Adolf in der Schlacht bei Lützen. Das war auch das Ende des Bündnisses mit Hessen-Kassel und das Ende des militärischen Erfolgs Wilhelms V. Die Leiche Gustav Adolfs wurde ausgeraubt und teilweise entkleidet unter vielen Toten gefunden. Dazu kam im gleichen Jahr auch noch die Pest. Unter normalen Verhältnissen ist es ausgeschlossen, dass der Stempelschneider eigene Ansichten ins Münzbild einbringt. Unter den von Hoffmeister genannten besonderen Umständen der Münzprägung ist das jedoch erklärbar, zumal die Detaildarstellung eigentlich nur in der Vergrößerung deutlich wird und, so Hoffmann, „die Regierung [keine] besondere Notiz [von den Stempelabweichungen] genommen haben wird“.
Die tatsächliche Bedeutung dieser Abweichung vom Münzbild ist unbekannt.
Siehe dazu auch Sedisvakanzmünzen#Eine ungewöhnliche Sedisvakanzmünze.
- Umschrift: VNO . VOLENTE . HUMILIS . LEVABOR (Übersetzung siehe vorher)

### Goldabschlag von den Doppeltalerstempeln von 1634

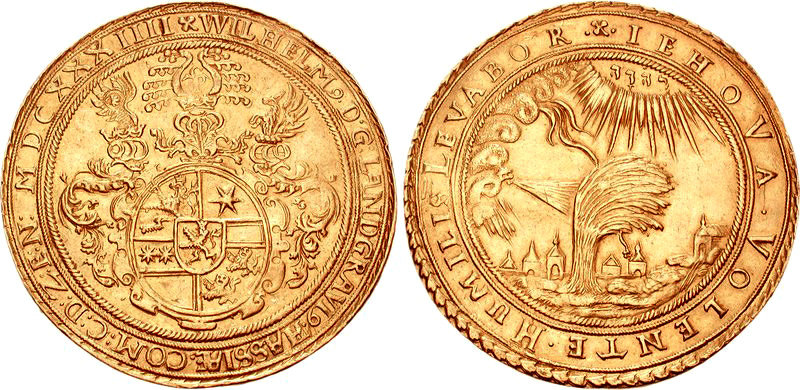
Goldabschlag von den Doppeltalerstempeln des Weidenbaumdoppeltalers von 1634 zu 10 Dukaten, Mmz. TS

Die Münze ist ein Goldabschlag von den Doppeltalerstempeln zu 10 Dukaten des Landgrafen Wilhelm V. von Hessen-Kassel. Der Durchmesser beträgt 48 mm, das Gewicht 35,29 g. Sie ist wahrscheinlich ein Unikat.

#### Vorderseite
Die Vorderseite zeigt den gekrönten ovalen Wappenschild in ornamentaler Kartusche mit sechs Feldern (darunter zwei leere) und dem hessischen Löwen als Mittelschild. Der Helm in der Mitte zwischen den Helmen von Katzenelnbogen und Ziegenhain ist der hessische Landgrafenhelm. Zwischen den Hörnern des Helms befinden sich die verschlungenen Buchstaben „TS“, das Münzmeisterzeichen von Terenz Schmidt.
- Umschrift: Die Umschrift entspricht dem Taler von 1632 (siehe dort). In der Umschrift befinden sich zusätzlich noch die Jahreszahl in römischen Zahlen (MDCXXXIIII) und das Zeichen „Kleeblatt“.

#### Rückseite
Das Rückseitenbild zeigt einen von Sturm Regen und Blitzen gebogenen Weidenbaum unter dem strahlenden Namen Jehovas. Im Hintergrund befinden sich Gebäude. Das Zeichen „Kleeblatt“ befindet sich in der Umschrift.
- Umschrift: IEHOVA ∙ VOLENTE ∙ HUMILIS ∙ LEVABOR (Übersetzung siehe Taler von 1628)

Die größeren Buchstaben (das Akrostichon) V V H L in der Umschrift bedeuten WILHELMUS HASSIAE LANDGRAVIUS (Wilhelm Hessens Landgraf).

### Doppeltaler von 1635

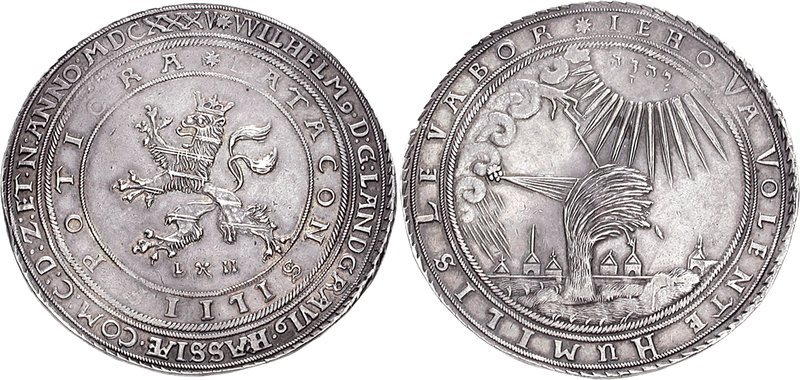
Weidenbaumdoppeltaler von 1635, Mmz. LH

Die Münze ist ein breiter Reichsdoppeltaler des Landgrafen Wilhelm V. von Hessen-Kassel. Der Durchmesser beträgt 48 mm, das Gewicht 56,85 g.

#### Vorderseite
Die Vorderseite zeigt den hessischen Löwen, darunter das geteilte Münzmeisterzeichen L–H des Münzmeisters Lubert Haussmann der Münzstätte Kassel (1635–1638) mit einem Kleeblatt zwischen den Münzmeisterinitialen. Die Umschrift befindet sich in einem äußeren und einem inneren Kreis.
- Äußere Umschrift: WILHELM(us) ∙ D(ei) : G(ratia) : LANDGRAVI(us) ∙ HASSIÆ ∙ COM(es) : C(attimeliboci) : D(iziae) : Z(iegenhainae) ∙ E(t) ∙ N(iddae) : ANNO : MDCXXXV ∙ (9 steht für us)
  - Übersetzung: Wilhelm von Gottes Gnaden, Landgraf von Hessen, Graf von Katzenelnbogen, Diez, Ziegenhain und Nidda, im Jahr 1635.

- Innere Umschrift: FATA CONSILIIS POTIORA
  - Übersetzung: Das Schicksal [ist] mächtiger als Pläne. (Sinngemäß: „Der Mensch denkt, das Schicksal lenkt.“)

#### Rückseite
Rückseitenbild und Umschrift entsprechen dem Goldabschlag von 1634.

### Taler 1637 G K und 1637 L H

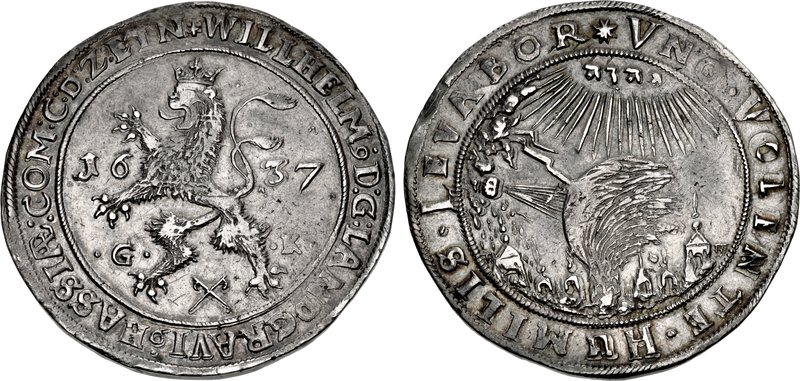
Weidenbaumtaler von 1637, Mmz. GK

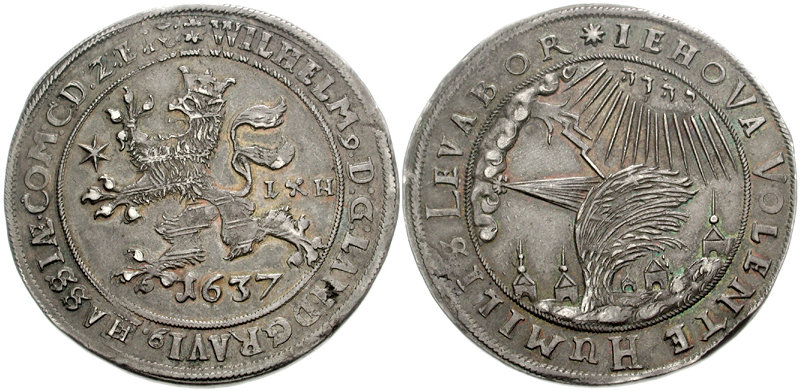
Weidenbaumtaler von 1637, Mmz. LH

Die Münzen sind Reichstaler des Landgrafen Wilhelm V. von Hessen-Kassel. Der Durchmesser beider Münzen beträgt 44 mm, das Gewicht 28,72 g (Münzmeisterzeichen GK) und 29,14 g (Münzmeisterzeichen LH).
Die Vorderseiten beider Taler, die im Todesjahr Wilhelm V. geprägt wurden, zeigen den hessischen Löwen. Die Münze mit dem geteilten Münzmeisterzeichen G – K und den gekreuzten Zainhaken ist eine Prägung des Münzmeisters Georg Kruckenberg (1637–1640) der Münzstätte Kassel. Die andere mit dem Münzmeisterzeichen L – H des Münzmeisters Lubert Haussmann, ebenfalls Münzstätte Kassel, hat ein Kleeblatt als zusätzliches Zeichen.
Die Rückseitenbilder beider Taler zeigen einen von Sturm, Regen und Blitzen gebogenen Weidenbaum unter dem strahlenden Namen Jehovas. Im Hintergrund befinden sich Gebäude.
Auffällig sind die Unterschiede im Vorderseiten- und Rückseitenbild der Taler eines Jahrganges. Der vergleichsweise stark abgemagerte hessische Löwe des Talers mit dem Münzmeisterzeichen G – K kann die verheerende Lage in Hessen-Kassel, dem verwüsteten und zerstrittenem Land im Dreißigjährigen Krieg zum Ausdruck bringen. Der sechsstrahlige Stern zwischen den Pranken des Löwen fehlt bei diesem Taler.
Die Umschriften der beiden Münzen entsprechen dem Taler von 1632 (siehe dort). Die Rückseitenumschriften beinhaltet ein Akrostichon, das den Namen des Landgrafen Wilhelm V. ergibt (siehe Goldabschlag von 1634).